# جزر النخيل
جزر النخيل هي ثلاث جزر اصطناعية (نخلة جميرا، نخلة ديرة، ونخلة جبل علي) تقع على ساحل مدينة دبي في دولة الإمارات العربية المتحدة. تعد جزر النخلة من الوجهات السياحية الرئيسية في دبي. بدأ إنشاء الجزر في عام 2001 من قبل شركة نخيل العقارية.

## الجزر
- نخلة جميرا :- تضم هذه الجزيرة العديد من المساكن والفنادق الخاصة. وتشبه من الجو شجرة نخيل داخل دائرة. بدأ البناء في عام 2001 وتم تمويله إلى حد كبير من دخل دبي من البترول. بحلول عام 2009 افتتح 28 فندقًا في الجزيرة.[1]
- نخلة جبل علي :- هي نخلة مشابهه لنخلة جميرا لكنها أكبر وهلال أكبر حوله، ومسافة أكبر بين الهلال والشجرة ،تتكون الجزيرة من سبع جزر وهي صديقة للبيئة تستخدم الطاقات المتجددة لتوليد جزء كبير من الطاقة التي تستخدمها[2] وقد كتب على الممرات المحيطة بالهلال قصيدة للشيخ محمد بن راشد آل مكتوم. بدأت أعمال البناء في عام 2006 وتوقفت اعتبارًا من 2018 بسبب الأزمة المالية في 2007-2008.
- نخلة ديرة :-  هي أربع جزر صناعية غير مطورة قبالة ساحل ديرة. حدث تطور ضئيل في بناء الجزر بسبب الأزمة المالية في 2007-2008.

## العقبات والخطر
- التآكل الناجم عن الرياح والتيارات المائية هو أحد أكبر المشاكل، حيث أن التآكل يزيل الرمال التي تشكل معظم الجزيرة. يؤدي هذا إلى فقدان شكل الساحل على طول شواطئ البحر.[3]
- أضرار بيئة البحار (على سبيل المثال فقدان الشعاب المرجانية والأسماك) ، بما في ذلك اضطرابات في دورات التكاثر للأنواع من الأسماك التي كانت قريبة من شواطئ دبي. أظهرت الأبحاث التي أجراها علماء الأحياء البحرية على هذه الظاهرة أن الأسماك المولودة حديثاً لا يمكن أن تعيش في ظروف على طول شواطئ دبي بسبب البناء المستمر والتغيرات البيئية (على سبيل المثال ، تحريك الرمال ، وتحريك الصخور ، وتأثيرات الاهتزازات).
- موجات تصل إلى ارتفاع مترين، وكذلك عواصف سنوية أو ثنائية.
- الغرق، وكذلك التربة الضعيفة بسبب التعرض المستمر لمياه البحر المتزايدة.
- تلوث المياه.[4]

## وصلات خارجية
- الموقع الرسمي لجزر النخيل نسخة محفوظة 17 فبراير 2007 على موقع واي باك مشين.